# Dragon Rapide (pel·lícula)
Dragon Rapide és una pel·lícula espanyola de 1986 dirigida per Jaime Camino i basada en els esdeveniments previs a l'aixecament de Francisco Franco el 18 de juliol de 1936. Va comptar amb la col·laboració d'Ian Gibson com a assessor històric.

## Argument
El general Franco es troba a les Illes Canàries. Insta certs generals de confiança perquè contractin un avió (Dragon Rapide) a Londres perquè l'ajudin a arribar al Marroc i encapçalar la imminent sublevació. Per a això té el suport d'un nodrit grup de militars marroquins.

## Repartiment
- Juan Diego:[3] Francisco Franco
- Vicky Peña: Carmen Polo
- Manuel de Blas: General Mola
- Pedro Díez del Corral: Francisco Franco Salgado-Araujo
- Eduardo Macgregor: General Fanjul
- Saturno Cerra: General Kindelán
- Santiago Ramos: Luis Bolín
- José Luis Pellicena: José Calvo Sotelo
- Ángela Rosal
- Francisco Casares
- Laura García Lorca
- Micky Molina
- Rafael Alonso
- Josep Maria Caffarel i Fàbregas
- Antonio Canal
- Conrado San Martín
- José María Escuer
- José Lifante

## Premis i nominacions

### Premis
- 1987. Goya a la millor direcció artística per Félix Murcia
- 1987. Goya al millor maquillatge i perruqueria per Fernando Florido

### Nominacions
- 1987. Goya al millor actor per Juan Diego
- 1987. Goya a la millor música original per Xavier Montsalvatge
- 1987. Goya al millor disseny de vestuari per Javier Artiñano i Elisa Ruiz